# エアトリ
株式会社エアトリ（英: AirTrip Corp.）は、東京都港区に本社を置く企業。東京証券取引所プライム市場上場。総合旅行プラットフォーム「エアトリ」の運営を中心に、エアトリグループで全12事業を展開。

## 概要
2007年、株式会社旅キャピタルの社名で、オンラインによる旅行事業者（OTA：Online Travel Agent）として現取締役会長・グループ創業者の大石崇徳と、グループ創業者の吉村英毅により共同創業される。 
2012年には「EVOLABLE ASIA CO., LTD.」（現・連結子会社）をベトナム・ホーチミン市に設立し、ITオフショア開発事業を開始する。
2016年3月に東京証券取引所マザーズに上場し、一年後の2017年3月に東京証券取引所第一部に市場変更。
2018年5月に株式会社DeNAトラベル（エアトリインターナショナルを経て、2024年に株式会社エアトリに吸収合併）を完全子会社化。
2020年1月に社名を株式会社エアトリに変更し、代表取締役社長 兼 CFOに柴田裕亮（現任）が就任。
2020年9月に、メディア事業を展開する子会社の株式会社まぐまぐ（東証スタンダード　証券コード：4059）が、東京証券取引所JASDAQ市場へ上場。
2021年12月に、ITオフショア開発事業を展開するグループ会社の株式会社ハイブリッドテクノロジーズ（東証グロース　証券コード：4260）が、東京証券取引所マザーズ市場へ上場。
2023年8月に、訪日旅行事業・Wi-Fiレンタル事業を展開する子会社の株式会社インバウンドプラットフォーム（東証グロース　証券コード：5587）が、東京証券取引所グロース市場へ上場。
現在はエアトリ旅行事業、ITオフショア開発事業、訪日旅行事業・Wi-Fiレンタル事業、メディア事業、投資事業（エアトリCVC）、地方創生事業、クラウド事業、人材ソリューション事業、クリエイティブソリューション＆DX事業、マッチングプラットフォーム事業、CXO コミュニティ事業、ヘルスケア事業・福利厚生事業（※投資先にて注力）の全12事業を展開。創業以来のコア事業である「エアトリ旅行事業」では、総合旅行プラットフォーム「エアトリ」の運営を中心に旅行商材の販売を行う。

## 沿革
- 2007年（平成19年）
  - 5月 - 東京都渋谷区道玄坂に株式会社旅キャピタルを設立。
  - 8月 - 子会社として株式会社DTSを設立。
  - 10月 - 株式会社Valcomを子会社化。
  - 11月 - 本社を東京都港区芝に移転。
- 2008年（平成20年）
  - 1月 - 第三種旅行業務登録。日本旅行業協会に正会員として入会。
- 2009年（平成21年）
  - 6月 - 第一種旅行業務登録。
  - 9月 - 株式会社アイ・ブイ・ティを子会社化。
  - 10月 - 株式会社Valcom及び株式会社DTSを吸収合併。
- 2011年（平成23年）
  - 8月 - 「TRIP STAR」のサービス開始。
  - 10月 - 株式会社アイ・ブイ・ティを吸収合併、法人向け出張サービス（BTM）販売開始。
- 2012年（平成24年）
  - 3月 - ベトナム・ホーチミン市に「EVOLABLE ASIA CO., LTD.」（現・連結子会社）をに設立。
  - 3月 - ITオフショア開発事業を開始。
  - 3月 - プライバシーマークの認証取得。
- 2013年（平成25年）
  - 10月 - 株式会社エボラブルアジアに社名変更。
- 2014年（平成26年）
  - 5月 - ベトナム・ハノイ市にEVOLABLE ASIA CO., LTD.の拠点を開設。
- 2015年（平成27年）
  - 7月 - ベトナム・ダナン市にEVOLABLE ASIA CO., LTD.の拠点を開設。
  - 10月 - IATA公認旅行代理店認可取得。
- 2016年（平成28年）
  - 3月 - 東京証券取引所マザーズ市場に上場。
  - 7月 – 株式会社らくだ倶楽部を子会社化。
  - 8月 – 株式会社かんざしを設立。
  - 10月 - 本社を東京都港区愛宕に移転。
  - 11月 - AirTrip（エアトリ）のサービス開始。
- 2017年（平成29年）
  - 3月 - 東京証券取引所第一部に市場変更。
  - 8月 – オリエンタルラジオをイメージキャラクターに起用した「エアトリ」のテレビCM開始。
  - 9月 – 株式会社まぐまぐを子会社化。
  - 11月 - 株式会社エヌズ・エンタープライズ（ニーズツアー）を子会社化。
- 2018年（平成30年）
  - 3月 – 株式会社インバウンドプラットフォームを設立。
  - 5月 - 株式会社DeNAトラベル（エアトリインターナショナルを経て、2024年に株式会社エアトリに吸収合併）を子会社化。
  - 11月 – ロバートの秋山さんをイメージキャラクターに起用した「エアトリ」のテレビCM開始。
- 2019年（令和元年）
  - 6月―株式会社セブンフォーセブンエンタープライズを子会社化。
- 2020年（令和2年）
  - 1月 - 株式会社エアトリに社名変更。
  - 9月 - 子会社の株式会社まぐまぐが東京証券取引所JASDAQ市場へ上場。
- 2021年（令和3年）
  - 11月 - 秋山竜次に代わり、イメージキャラクターにIKKOが就任。
  - 12月 - 関連会社の株式会社ハイブリッドテクノロジーズが東京証券取引所マザーズ市場へ上場。
- 2022年（令和4年）
  - 4月―東京証券取引所プライム市場へ移行。
- 2023年（令和5年）
  - 7月―株式会社エヌズ・エンタープライズと株式会社かんざしを経営統合。
  - 7月―株式会社エアトリインターナショナルと株式会社エアトリハワイを合併。
  - 8月―子会社の株式会社インバウンドプラットフォームが東京証券取引所グロース市場へ上場。
- 2024年（令和6年）
  - 4月―株式会社エアトリが株式会社エアトリインターナショナルを吸収合併。

## 主な事業
エアトリ（株式会社エアトリ）は、日本国内外の旅行商品を取り扱うオンライン旅行会社であり、旅行事業を主軸に、IT開発、メディア運営、クラウドサービスなどの事業を展開している。
旅行事業では、航空券や宿泊予約などのオンラインサービスを提供し、直販のほか、旅行コンテンツの提供や卸売も行っている。  
ITオフショア開発事業では、オフショア開発の一環として、ベトナムを主な拠点としたラボ型のソフトウェア開発や、Webサイト制作、ゲーム開発などを行っている。  
訪日旅行・通信関連事業として、訪日外国人向けの旅行手配や、Wi-Fiルーターのレンタルサービスなどを展開している。
メディア事業では、電子メールマガジンやニュースサイトの運営、ライブ配信プラットフォームなどを手がけている。  
投資事業として、コーポレート・ベンチャー・キャピタル（CVC）を通じたスタートアップ企業への投資を行っている。  
また、地方創生関連事業として地方自治体との連携を行うほか、勤怠・予約管理などのクラウド型業務支援サービスや、人材マッチング事業も展開している。  
そのほか、営業支援、業務効率化、カスタマーサクセス支援などのツール提供を含むソリューション事業や、化粧品、ヘルスケア、福利厚生支援などの分野にも一部のグループ会社を通じて関与している。

## 主な運営サービス
同社は、旅行予約ポータルをはじめとして、高速バス予約、Wi-Fiレンタル、クラウド勤怠管理、メディア配信、マーケティング支援、化粧品販売など、多様なオンラインサービスを展開している。これらのサービスはグループ会社を通じて提供されていることも多い。

## 主要な関連会社
- まぐまぐ（メディア事業、東証スタンダード上場）
- ハイブリッドテクノロジーズ（ソフトウェア開発、東証グロース上場）
- インバウンドプラットフォーム（訪日旅行事業）
- 株式会社かんざし（宿泊施設向けITソリューション）
- Evolable Asia Co., Ltd（ベトナム拠点のオフショア開発）
- 株式会社ベストリザーブ（宿泊予約サイト運営）
- そのほか、クラウドサービス、人材支援、観光関連事業を展開する複数の子会社を保有している。